# Elecciones municipales de 2019 en Fregenal de la Sierra
Las elecciones municipales de 2019 se celebraron en Fregenal de la Sierra el domingo 26 de mayo, de acuerdo con el Real Decreto de convocatoria de elecciones locales en España dispuesto el 1 de abril de 2019 y publicado en el Boletín Oficial del Estado el 2 de abril. Se eligieron los 11 concejales del pleno del Ayuntamiento de Fregenal de la Sierra, a través de un sistema proporcional (método d'Hondt), con listas cerradas y un umbral electoral del 5 %.

## Candidaturas
En abril 2019 se publicaron 3 candidaturas, el PP con la alcaldesa de la anterior legislatura, María Agustina Rodríguez Martínez como cabeza de lista; el PSOE con María José Serrano Rastrojo a la cabeza y la lista electoral de Unidas por Fregenal-Izquierda Unida con María Encarnación Caso Amador a la cabeza.

## Resultados
Tras los comicios, el Partido Popular consiguió mantener su mayoría absoluta con 6 escaños, uno menos de los que tenía en la anterior legislatura; el Partido Socialista Obrero Español se mantuvo con cinco escaños, y Unidas por Fregenal-Izquierda Unida perdió su única representación en la casa consistorial tras la bajada de 13 a 11 concejales.:
| Candidatura   | Candidatura                                   | Votos | %                                       | Escaños                                 |
| ------------- | --------------------------------------------- | ----- | --------------------------------------- | --------------------------------------- |
|               | Partido Popular (PP)                          | 1658  | 53,02                                   | 6                                       |
|               | Partido Socialista Obrero Español (PSOE)      | 1 242 | 39,72                                   | 5                                       |
|               | Unidas por Fregenal - Izquierda Unida (UP-IU) | 196   | 6,27                                    | 0                                       |
| Votos válidos | Votos válidos                                 | 3096  | 100,00                                  | 11                                      |
| Votos nulos   | Votos nulos                                   | 57    | Participación: · \| \| 78,71 % \| 2,09% | Participación: · \| \| 78,71 % \| 2,09% |
| Votantes      | Votantes                                      | 3184  | Participación: · \| \| 78,71 % \| 2,09% | Participación: · \| \| 78,71 % \| 2,09% |
| Electores     | Electores                                     | 4045  | Participación: · \| \| 78,71 % \| 2,09% | Participación: · \| \| 78,71 % \| 2,09% |
|               | 78,71 %                                       |       |                                         |                                         |

## Concejales electos
| N.º | Nombre                            | Lista | Lista |
| --- | --------------------------------- | ----- | ----- |
| 1   | María Agustina Rodríguez Martínez |       | PP    |
| 2   | María José Serrano Rastrojo       |       | PSOE  |
| 3   | Mercedes Linares Rastrojo         |       | PP    |
| 4   | Rafael Calzado Romero             |       | PSOE  |
| 5   | Narciso Nogales Perogil           |       | PP    |
| 6   | Laura Martínez Moreno             |       | PSOE  |
| 7   | María Isabel Reviriego Romero     |       | PP    |
| 8   | Carmen Carrasco Rivera            |       | PP    |
| 9   | Francisco Javier Agudo Villa      |       | PSOE  |
| 10  | Eloy Díaz Giraldo                 |       | PP    |
| 11  | Sara Perogil Gómez                |       | PSOE  |